# Lauro
Lauro es una localidad y comune italiana de la provincia de Avellino, región de Campania, con 3.648 habitantes. Se extiende por una área de 11,10 km², teniendo una densidad de población de 326,94 hab/km². Linda con los municipios de Carbonara di Nola, Domicella, Moschiano, Pago del Vallo di Lauro, Palma Campania, Quindici y Taurano.

## Evolución demográfica
| Gráfica de evolución demográfica de Lauro entre 1861 y 2001 |
|                                                             |
| Fuente ISTAT - elaboración gráfica de Wikipedia             |